# Phyllonorycter malayana
Phyllonorycter malayana är en fjärilsart som beskrevs av Tosio Kumata 1993. Phyllonorycter malayana ingår i släktet guldmalar, och familjen styltmalar. Inga underarter finns listade i Catalogue of Life.